# قصر تشانغيونغ
قصر تشانغيونغ هو أحد القصور الموجودة في مدينة سول في كوريا الجنوبية. كان القصر مصيفاً لملوك غوريو ثم أصبح أحد أحد قصور سلالة جوسون الخمسة الكبرى.
عرف القصر باسم «سغانغنغ» عندما بناه الملك سيجونغ العظيم لوالده الملك تايجونغ. في سنة 1483 أعاد الملك سونغجونغ بناءه وكبره وهو نفس الوقت الذي حصل فيه القصر على اسمه الحالي.
خلال الاحتلال الياباني لكوريا قام اليابانيون ببناء حديقة حيوان وحديقة نباتات ومتحف في الموقع. في سنة 1983 أزيلت الحديقتين. كغيره من القصور الخمسة فقد عانى قصر تشانغيونغ من ضرر كبير على يد اليابانيين حيث دمر سابقاً خلال غزو اليابان لكوريا في سنة 1592.

## معرض الصور

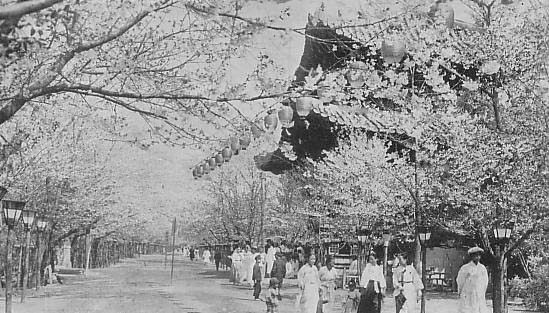
القصر في سنة 1930 خلال الاحتلال الياباني لكوريا
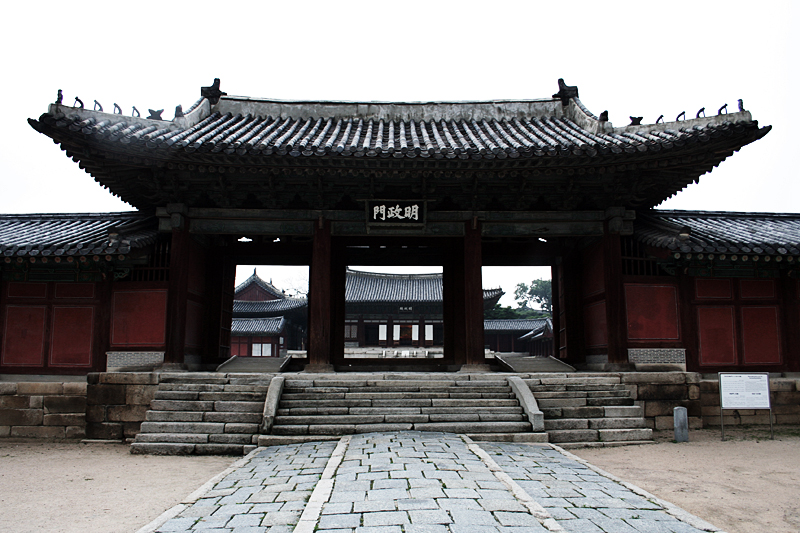
البوابة الرئيسية للقصر
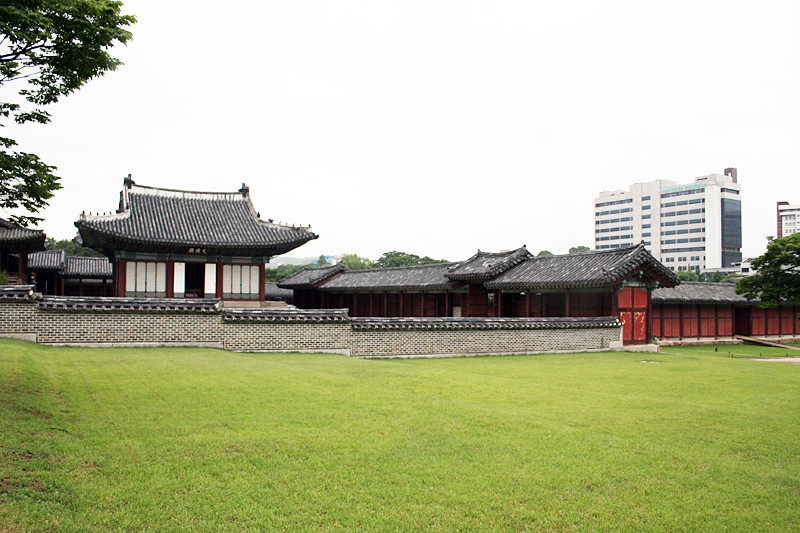
منظر جانبي للقصر ويظهر سول سكاي لاين في الخلف
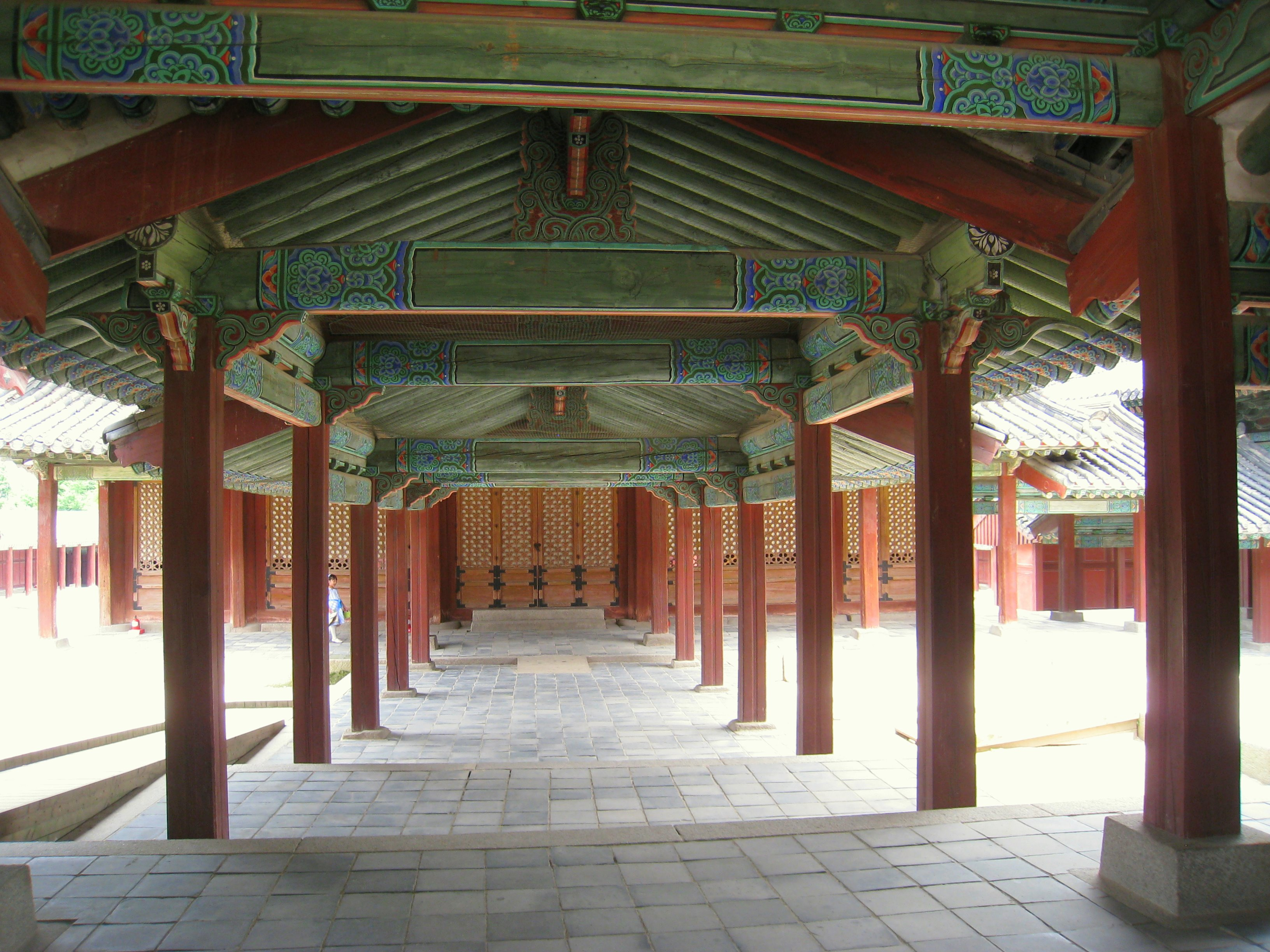
ممر سنغمندانغ
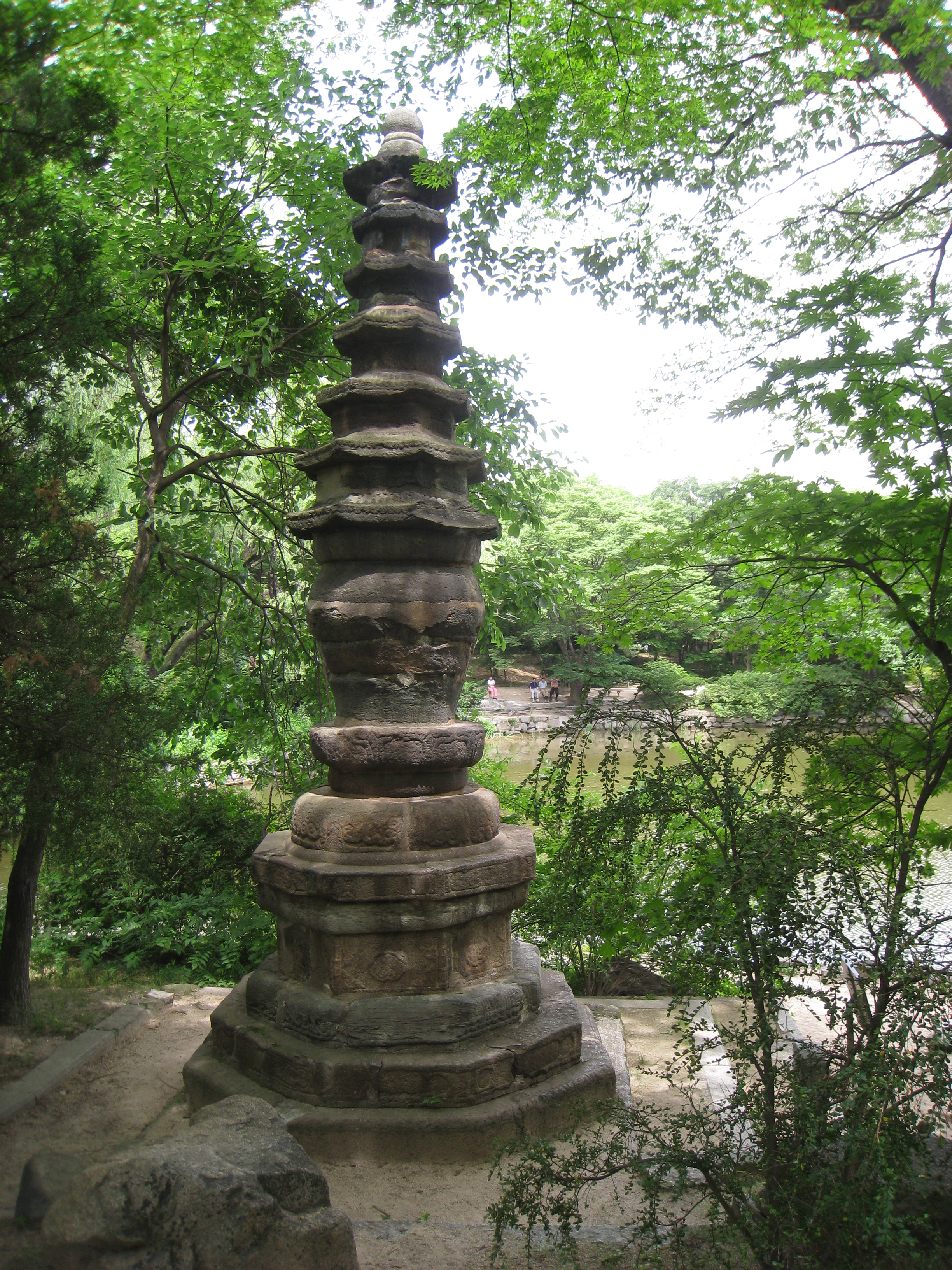
باغودا
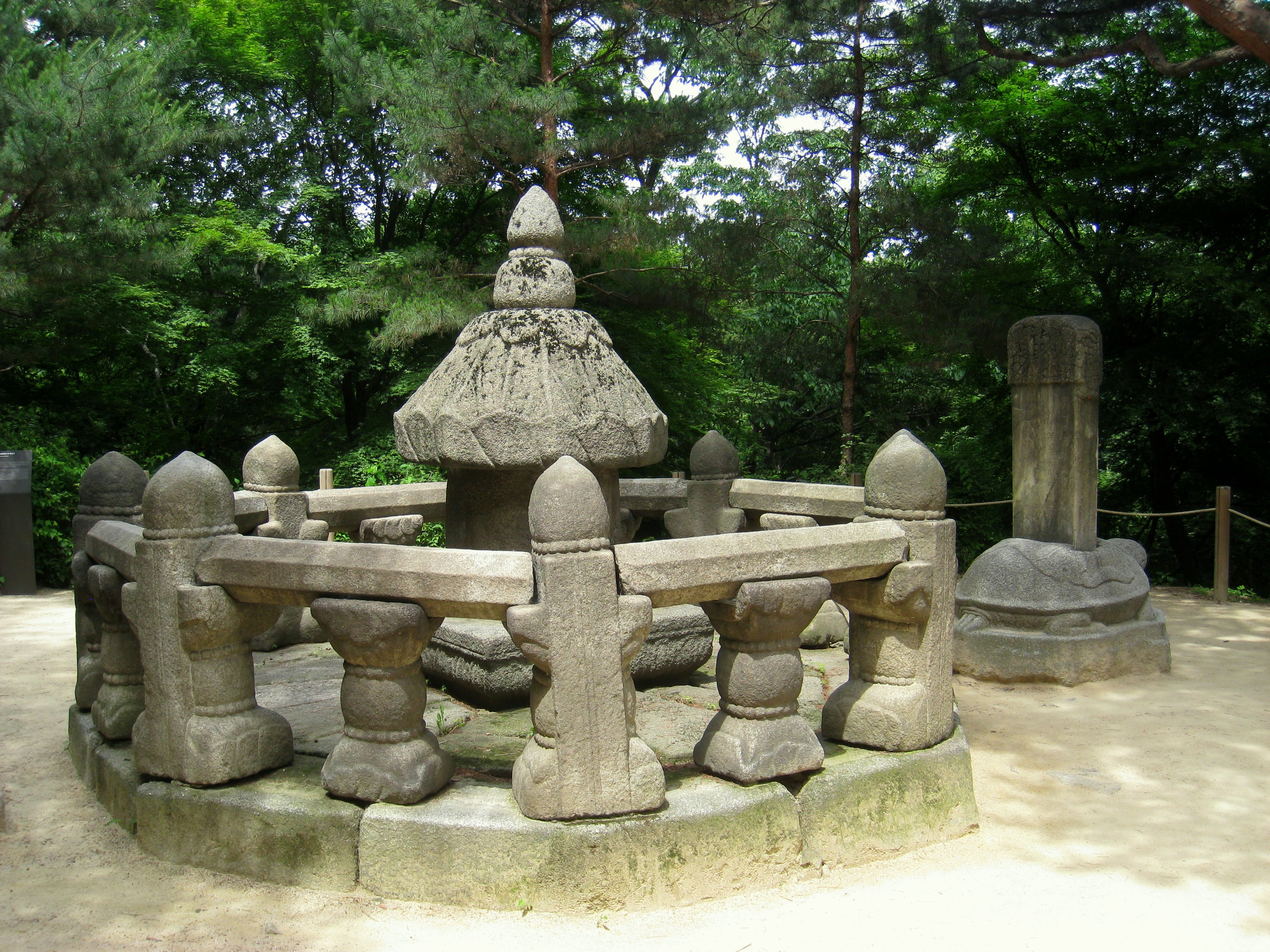
تايشل
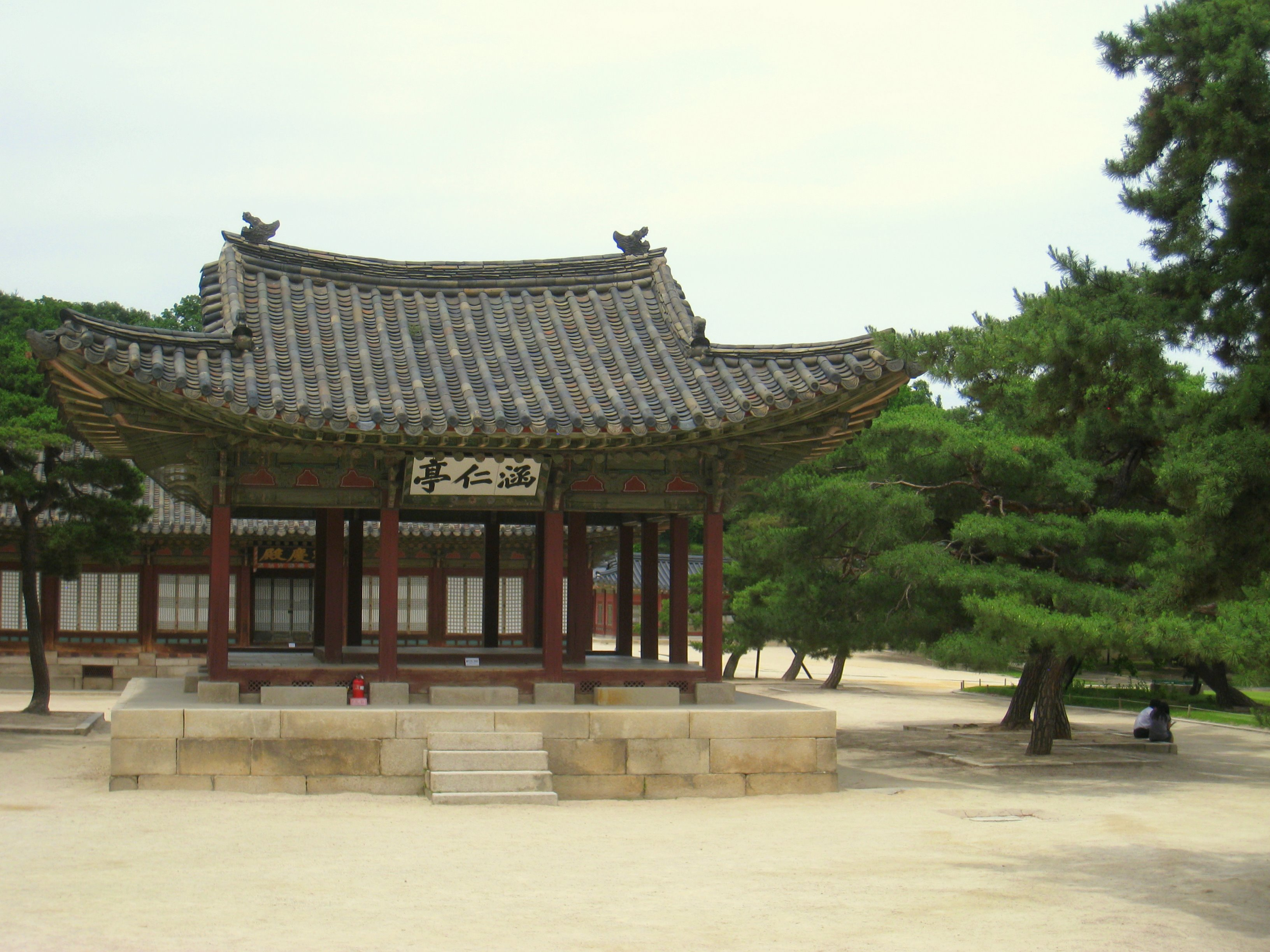
هامنجونغ
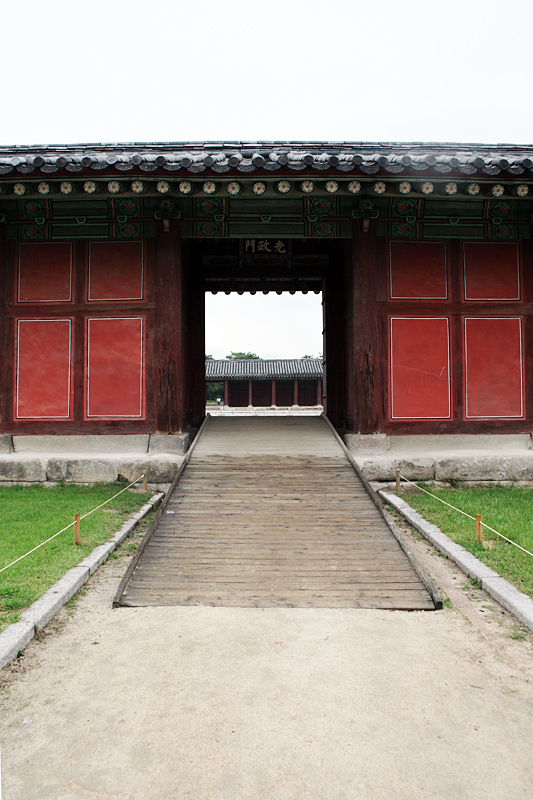
بوابة
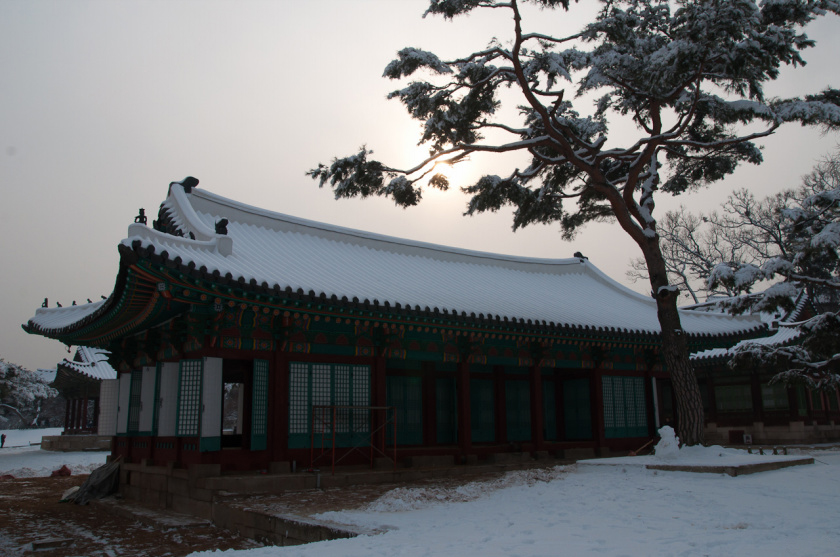
يانغهواغنغ في الشتاء

## أعلام
- جونغجو ملك جوسون
- تايجونغ ملك جوسون

## وصلات خارجية
- Official guide from Cultural Heritage Administration
- Changgyeong Palace
- Visit Seoul description[وصلة مكسورة]
- Cultural Heritage Administration
- The Seoul Guide : Changgyeonggung Palace